# Stadion Centralny w Kulabie
Stadion Centralny – wielofunkcyjny stadion w Kulabie, w Tadżykistanie. Może pomieścić 20 000 widzów. Ma nawierzchnię trawiastą. Jest domową areną klubu Rawszan Kulob ligi Kahramonhoi Todżikiston.